# Astyanax saguazu
Astyanax saguazu är en fiskart som beskrevs av Casciotta, Almirón och Maria De Las Mercedes Azpelicueta 2003. Astyanax saguazu ingår i släktet Astyanax och familjen Characidae. Inga underarter finns listade.